# Antônio Carlos Welter
Antônio Carlos Welter é um procurador do Ministério Público Federal (MPF) que ganhou notoriedade por integrar a força-tarefa do MPF na Operação Lava Jato, atuando atualmente como colaborador da operação.

## Biografia
Welter é bacharel em Ciências Jurídicas e Sociais pela Universidade Federal do Rio Grande do Sul (UFRGS) e mestre em Direito com ênfase em ciências Jurídico-Criminais pela Universidade de Coimbra, em Portugal. Passou também pela London School of Economics, na Inglaterra. Welter ainda costuma dar cursos na Escola Superior do Ministério Público, palestras, e escrever livros e artigos sobre o tema.
Uma de suas metas foi adaptar o trabalho dos procuradores ao processo eletrônico já adotado pela Justiça Federal, dando mais eficiência e transparência aos processos.
Em novembro de 2015, pariticipou do Seminário de Obras Públicas promovido pelo Tribunal de Contas do Estado do Rio Grande do Sul (TCE-RS).
Em 9 de fevereiro de 2016, o procurador da força-tarefa da Lava Jato Antonio Carlos Welter disse, em um evento, em Nova York, que a operação começou pequena há cerca de dois anos, mas conseguiu demonstrar que havia uma organização criminosa dentro da Petrobras que envolvia de políticos a empreiteiros, além de executivos da companhia e doleiros.

## Premiações
Em 24 de setembro de 2015, Antônio Welter foi um dos procuradores premiados pelo Global Investigations Review (GIR). O GIR é um portal de notícias consolidado no cenário internacional como um dos principais canais sobre investigações contra a corrupção e instituiu o prêmio para celebrar os investigadores e as práticas de combate à corrupção e compliance que mais impressionaram no último ano. Em seis categorias, foram reconhecidas práticas investigatórias respeitadas e admiradas em todo o mundo. A força-tarefa concorreu com investigações famosas como a do caso de corrupção na Fifa. Os países que disputaram o prêmio com o Brasil foram Estados Unidos, Noruega, Reino Unido e Romênia.

## Recebimento indevido de diárias
Em novembro de 2021 o Tribunal de Contas da União (TCU) determinou que cinco Procuradores da República restituíssem os valores recebidos como diárias e reembolsos de viagens durante o período em que trabalharam na força-tarefa responsável por investigar os desvios na Petrobras, dentre eles Antônio Carlos Welter, que recebeu R$ 506 mil em diárias e R$ 186 mil em passagens. O montante total a ser ressarcido totaliza R$ 2,5 milhões.
Conforme constatado pelo Tribunal de Contas da União (TCU), essa situação acarretou em prejuízo aos recursos públicos e violação ao princípio da imparcialidade, devido à adoção de um modelo que se mostrou "vantajoso e lucrativo" para os membros da força-tarefa.
Deltan Dallagnol, ex-coordenador da força-tarefa, também foi convocado a restituir solidariamente os recursos aos cofres públicos, uma vez que é supostamente responsável pela concepção do modelo de trabalho adotado pelo grupo de procuradores da operação.

## Artigos publicados
- Antônio Carlos Welter e Carlos Fernando dos Santos Lima, Chamem o ladrão, O Globo, 13 de julho de 2016.[9]